# Tuljaki
Tuljaki – wieś w Słowenii, w gminie miejskiej Koper. 1 stycznia 2018 liczyła 6 mieszkańców.